# Dean Bernardini
Dean Bernardini (ur. 27 grudnia 1973 w Deerfield, Illinois) – amerykański basista i wokalista wspierający hardrockowego zespołu Chevelle, szwagier braci Loefflerów. Dołączył do grupy w 2005, po odejściu Joe Loefflera, który był członkiem grupy od 1994 roku. W maju 2006 doznał kontuzji lewej dłoni, co zmusiło Chevelle do odwołania 8 koncertów z trasy (od 30 czerwca do 26 lipca) z zespołami Nickelback i Hoobastank. Dean używa gitar basowych Gibson Thunderbird ze wzmacniaczami Mesa Boogie. Gra także na perkusji w dwóch utworach na albumie Vena Sera. Film o nagrywaniu Sci-Fi Crimes przedstawia Deana grającego na Ibanezie BTB, aczkolwiek na koncertach wciąż gra na Gibsonie.

## Początki
Przed dołączeniem do Chevelle, Dean grał na perkusji w chicagowskiej grupie Liftpoint. Liftpoint współpracowało z Chevelle kilka razy, gdy Dean jeszcze do niego należał, a także występowało na kilku trasach koncertowych z nim jako support.
Bernardini nauczył się gry na gitarze basowej przez grę zgodną z liniami basu w różnych albumach. Pierwszym albumem, do którego grał był Absolution zespołu Muse.